# Limoges-Fourches
Limoges-Fourches – miejscowość i gmina we Francji, w regionie Île-de-France, w departamencie Sekwana i Marna.
Według danych na rok 1990 gminę zamieszkiwało 230 osób, a gęstość zaludnienia wynosiła 29 osób/km² (wśród 1287 gmin regionu Île-de-France Limoges-Fourches plasuje się na 971. miejscu pod względem liczby ludności, natomiast pod względem powierzchni na miejscu 492.).